# Lorraine Hunt
Lorraine Hunt Lieberson (San Francisco, 1 de març de 1954 – Santa Fe, Nou Mèxic, 3 de juliol de 2006) fou una soprano i posteriorment mezzosoprano estatunidenca.
Nascuda en una família de tradició musical (el seu pare és professor de música i la seva mare contralt), estudià el piano, el violí i la viola abans de començar a cantar en un cor universitari; posteriorment estudià cant a Boston. Als 26 anys, decidí dedicar-se completament al cant. La seva carrera rebé una gran empenta quan l'escenògraf Peter Sellars li confià el paper de Sesto en una producció del Giulio Cesare de Händel. Continuà llavors la seva carrera en concerts i amb nombroses gravacions. El 1999 es casà amb el compositor estatunidenc Peter Lieberson. Morí al seu domicili de Santa Fe (Nou Mèxic) a l'edat de 52 anys, després d'una llarga lluita contra un càncer de mama.
Lorraine Hunt ha estat considerada una de les millors mezzosopranos de la seva generació. Entre els seus papers més destacables es troben el de Sesto a La clemenza di Tito de Mozart, el de Carmen a Carmen de Bizet, el de Medée a Médée de Marc-Antoine Charpentier, el de Theodora i el d'Irene a Theodora de Händel, el de Minerva a Il ritorno d'Ulisse in patria de Monteverdi i el de Serse a Serse de Haendel.